# Parastagmatoptera flavoguttata
Espèce
Parastagmatoptera flavoguttata est une espèce d'insectes, de la famille des Mantidae (mantes), sous-famille des Stagmatopterinae et de la tribu des Stagmatopterini.    

## Dénomination
- L'espèce a été décrite par l'entomologiste français Jean Guillaume Audinet-Serville en 1839 sous le nom de Parastagmatoptera flavoguttata[1]
- C'est l'espèce type pour le genre.

### Articles liés
- Stagmatoptera
- Liste des genres et des espèces de mantes
- Liste des mantes de Guyane